# دمسيسة مفلطحة الأشواك
دمسيسة مفلطحة الأشواك أو أمبروزية مفلطة الأشواك (الاسم العلمي: Ambrosia platyspina) هي نوع هجين من النباتات تتبع جنس الدمسيسة من الفصيلة النجمية.